# 分转第
分转第，位于中国江西省抚州市南丰县琴城镇古城府官巷，与毗邻的“转角巷张氏大夫第”、“太守第”，同为清道光年间广东韶州府知府张希京所建。分转第为典型的赣派风格，占地广阔，达1500平方米，砖木结构，雕饰精美。“选青别墅”在分转第之侧。

## 保护
2018年3月9日，分转第等琴城古建筑公布为第六批江西省文物保护单位，编号6-3-061。